# Sidi Boubekeur
Pour les articles homonymes, voir Boubekeur.
Sidi Boubekeur est une commune de la wilaya de Saïda en Algérie.